# Zdenka Pexidr-Srića
Zdenka Pexidr-Srića, (Novi Vinodolski, 5. srpnja 1886. – Zagreb, 30. svibnja 1972.), hrvatska akademska slikarica poznata kao "prva dama hrvatskoga crteža".

## Životopis
Zdenka (Margareta Paulina) Pexidr-Srića je rođena 5. srpnja 1886. godine u Novome Vinodolskom, kao kći veleučilišnoga profesora kemije Gustava Pexidr i majke Marije rođene Srića (Mica, potomak obitelji Fortuna). Rano djetinjstvo provodi u Križevcima, Osijeku i Novom. U Zagreb dolazi 1904. godine, kada otac dobiva mjesto ravnatelja Realne gimnazije.
Formalno likovno obrazovanje započela je 1907. godine upisavši, te godine osnovanu, zagrebačku Višu školu za umjetnost i umjetnički obrt kod Mencija Klementa Crnčića i Bele Čikoša, a školovanje nastavlja na Akademiji likovne umjetnosti u Münchenu (1908-1912).
Godine 1914. udaje se za njemačkog slikara Ericha Siegera, 1918. rađa kći Kseniju, a 1920. godine preudaje se za jugoslavenskog diplomata Pavla Ostovića.
Umrla je 30. svibnja 1972. godine u Zagrebu.

## Stvaralaštvo
Crtala je i slikala od ranog djetinjstva, o čemu svjedoče do danas sačuvani rani radovi - ponajviše pejzaže mora, muške i ženske figure i životinje.
I kasnijim opusom dominiraju vedute i pejzaži iz Primorja, uz portrete, slike i crteže djece, životinja i mrtve prirode, te zagrebačkih motiva.
Izlagati počinje 1911. godine na izložbi Hrvatskoga društva umjetnosti u Zagrebu.

#### Hrvatski proljetni salon
Prvi se puta zagrebačkoj javnosti samostalno predstavlja s kiparicom Ivom Simonović, na II hrvatskom proljetnom salonu, održanom od 11. do 24. lipnja 1916. u Zagrebačkom salonu (danas "Galerija Ulrich"), što govori o velikom ugledu koji je, tada tridesetogodišnja, slikarica imala među svojim kolegama, organizatorima izložbe. Autor plakata za izložbu i predgovora kataloga bio je Ljubo Babić. Tom je prigodom izložila 19 akvarela i 11 crteža koji su pobudili znatno zanimanje likovne kritike. Povodom te izložbe Kosta Strajnić održao je predavanje Umjetnost i žena koje je iste godine i tiskao, a u Savremeniku je, uz prikaz Vladimira Lunačeka, reproducirano pet akvarela.
Sljedećih je godina Zdenka je nastavila intenzivno izlagati - samostalno u Osijeku 1917. i 1918. godine, na zajedničkim izložbama u Rijeci i Zagrebu, na izložbama V, VI, VII i IX hrvatskog proljetnog salona u Zagrebu, kao i na velikim reprezentativnim izložbama u inozemstvu: Exposition des artistes yougoslaves u Parizu 1919. i Izložbi jugoslavenskog kiparstva i slikarstva u Londonu 1930.

#### Inscenacija opere "Citara i bubanj"
1930. godine Hrvatsko narodno kazalište u Zagrebu povjerava joj inscenaciju Široline opere Citara i bubanj, uprizorenu iste godine u Zagrebu i Brnu, za koju izrađuje scenografiju i kostime.

#### Klub likovnih umjetnica
Važan dio Zdenkinoga umjetničkoga djelovanja vezan je uz Klub likovnih umjetnica, osnovan 1927. godine u Zagrebu na inicijativu slikarica Naste Rojc i Line Crnčić Virant kao prvo profesionalno udruženje žena - likovnih umjetnica u Hrvatskoj, čija je članica od same osnivačke skupštine. Na skupnim izložbama Kluba izlaže sve do posljednje, održane 1940. godine u Osijeku.

#### Omladinska radna akcija, pruga "Šamac-Sarajevo"
U šezdesetprvoj godini gotovo tri mjeseca provodi na Omladinskoj radnoj akciji - gradnji tunela u Vranduku, izradivši pritom osamdesetak crteža i akvarela. Od toga su dva bila izložena u Sarajevu, prilikom otvaranja pruge, a dva na Trećoj izložbi Udruženja likovnih umjetnika Hrvatske, održanoj u siječnju 1948.
Oko 1950. godine, kada je u ULUH-u otvoren večernji akt, ona svake večeri zajedno sa studentima Likovne akademije u Zagrebu, od kojih je dvaput, pa i triput starija, crta aktove.
Njeni se radovi danas nalaze u zbirci "Hrvatske slikarice rođene u 19. st.", u fundusu Moderne galerije u Zagrebu i Gradskog muzeja u Novom Vinodolskom, te mnogim privatnim zbirkama u zemlji i inozemstvu, kao i u vlasništvu obitelji.

## Iz napisa o Zdenki Pexidr-Srića
"Ako za išta možemo reći da nas spaja s onim dragim svijetom biljne jednostavnosti, životinjske umilnosti i ljudske topline na stranicama Francisa Jammesa i Madame Colette ili na slikama Pierre Bonnarda i Edouarda Vuillarda - onda su to jedino crteži i slike jedinstvene, neponovljive Zdenke Pexidr-Sriće.

(...)
Zdenka je jako dobro znala svoju crtačku originalnost! To su trenuci kad sisanje dojenčetu zaobli grimase, kao san kad sklupča životinji geste, pa su i jedni i drugi, tako linijama i oblicima ukonglomerirani u stanje nekog vizualnog prapočela, nekog likovnog embrija! To je čas za Zdenkinu olovku! I gledajte kako crta! Ne razmeće crte da ih periferizira u neku nazovi studiju, nego ih usredotočuje, zameće u živ croquis.
Tako što nije nacrtala Slava Raškaj! Ni Račić, ni Kraljević, pa ni dvojica velikih specijalista za djecu i životinje Vladimir Becić i Filakovac!" 
(Matko Peić, iz predgovora kataloga izložbe Uz 100-godišnjicu rođenja)
"Dok je prva izložba Proljetnog salona imala obilježje jednoga pokreta koji, u istoriji naše likovne umjetnosti ne će bez sumnje biti bez značenja, ova je izložba posvećena umjetnosti dviju žena koje se, po svom shvaćanju, s pravom ubrajaju među rijetke žene kojima je umjetničko stvaranje postalo jedina životna zadaća." 
(Ljubo Babić, iz predgovora kataloga II hrvatskog proljetnog salona)
"U izloženim akvarelima uzalud ćete tražiti do sitnica izrađene detalje, literarne sižeje i senzacionalne motive. Svega toga u njima nema. Oni govore jedino bojama. Najobičniji su motivi obrađeni na način najumjetničkiji." 
(Kosta Strajnić, iz predavanja Umjetnost i žena)
"Izuzimljem od nehomogenog kluba u prvom redu gdju Pexider, taj rođeni i zanemareni talenat..." 
(Ljubo Babić, iz osvrta na prvu izložbu Kluba likovnih umjetnica)
"U mapama Zdenke Pexider zaista živi poseban likovni svijet. Usuđujem se reći da se u tim mapama skriva baš sve ono što hrvatska likovna umjetnost od 1910. do 1930. godine najmanje posjeduje. To je, u prvom redu, neviđen smisao za direktno doživljavanje čovjeka i prirode: smisao za trenutnu bilješku i napokon nalaženje likovnog izraza u materijalima olovke, pera, akvarela i pastela.

(Matko Peić, iz članka Za Zdenku Pexider u Vjesniku, 1. rujna 1970.)
"Od najranijih dana umjetničina školovanja vidljiv je interes za prikaze ulica i ljudi, pa se stoga ovi radovi ubrajaju među njezina najkvalitetnija djela. Još i Kosta Strajnić upozorava na "zanimljiv akvarel jedne zagrebačke ulice", ne dajući nam do znanja o kojoj se slici radi.

Mali crtež tušem na kartonu Jurišićeva ulica iz 1907. godine karakteriziran je nervoznim rukopisom i dinamikom izmjena horizontala i vertikala i time predstavlja svježu zabilješku zagrebačkog gradskog života.

(...)
Zanimanje za život ulice vidljivo je i u skicama prolaznika iz 1910/1911. godine, nastalima u dahu, kao i u crtežima bečkih ulica iz 1920. S druge strane, osim ljubavi prema Zagrebu, čitavog života bila je vezana uz rodni Novi Vinodolski, pa česti novljanski motivi (ulice, luka, kuće, ljudi...) čine posebno poglavlje njezina stvaralaštva koje je voljela isticati."

(Petar Prelog  Arhivirana inačica izvorne stranice od 16. kolovoza 2005. (Wayback Machine), iz predgovora kataloga izložbe Ulja, akvareli, grafike i crteži iz zbirke dr. Josipa Kovačića)

## Izložbe
- Izložba Hrvatskog društva umjetnosti, Zagreb, svibanj 1911.
- Izložba Hrvatskog društva umjetnosti, Beč, 1912. (nije održana)
- Izložba "Lade" (u korist Crvenog križa), Zagreb, studeni, 1912.
- IV jugoslavenska umetnička izložba, Beograd, 1912.
- Izložba hrvatskog društva umjetnosti, Zagreb, svibanj-srpanj 1913.
- Izložba Simonović I. - Pexidr Z. (II hrvatski proljetni salon), Zagreb, lipanj, 1916.
- Samostalna izložba akvarela, Osijek, siječanj 1917.
- IV hrvatski proljetni salon, Zagreb, studeni-prosinac 1917.
- V hrvatski proljetni salon, Osijek, prosinac 1917.
- Za narodni dar conte Ivi Vojnoviću (dražba), Zagreb, 05. veljače 1918.
- Umjetnička izložba, Rijeka, 1918.
- Samostalna izložba Z. Pexidr, Osijek, 1918.
- Božićna izložba, Zagreb, prosinac 1918.
- Exposition des artistes yougoslaves, Pariz, travanj-svibanj 1919.
- VII hrvatski proljetni salon, Zagreb, 1919-1920.
- IX hrvatski proljetni salon, Zagreb, listopad-prosinac 1920.
- I izložba Kluba likovnih umjetnica, Zagreb, listopad 1928.
- I proljetna izložba jugoslavenskih umjetnika, Beograd, svibanj 1929.
- Izložba jugoslavenskog kiparstva i slikarstva, London, travanj-svibanj 1930.
- II proljetna izložba, Beograd, svibanj-srpanj 1930.
- II izložba Kluba likovnih umjetnica, Zagreb, listopad-studeni 1931.
- Izložba: Umjetnici za umjetnike, Zagreb, ožujak 1932.
- IV izložba Kluba likovnih umjetnica, Osijek, ožujak 1932.
- V izložba Kluba likovnih umjetnica, Zagreb, listopad 1932.
- VI izložba Kluba likovnih umjetnica, Sušak, studeni-prosinac 1932.
- VII izložba Kluba likovnih umjetnica, Zagreb, studeni 1933.
- VIII izložba Kluba likovnih umjetnica, Zagreb, rujan-listopad 1935.
- IX izložba Kluba likovnih umjetnica, Dubrovnik, svibanj 1937.
- Izložba umjetnica "Male antante", Beograd, siječanj-veljača 1938.
- Izložba umjetnica "Male antante", Zagreb, veljača 1938.
- Izložba umjetnica "Male antante", Ljubljana, ožujak 1938.
- Izložba umjetnica "Male antante", Bukurešt, lipanj 1938.
- Pola vijeka hrvatske umjetnosti, Zagreb, prosinac 1938 - siječanj 1939.
- Izložba umjetnica "Male antante", Prag, siječanj-veljača 1939.
- Jubilarna izložba Kluba likovnih umjetnica, Zagreb, rujan-listopad 1939.
- XI izložba Kluba likovnih umjetnica, Osijek, svibanj-lipanj 1940.
- Slikarski radovi s omladinske pruge, Sarajevo, studeni 1947.
- III izložba ULUH-a, Zagreb, prosinac 1947 - siječanj 1948.
- IV izložba ULUH-a, Zagreb, studeni-prosinac 1948.
- I izložba radova članova zadruge LIKUM, Zagreb, prosinac 1950 - siječanj 1951.
- Izložba ULUH-a, Rijeka, ožujak 1951.
- Likovne bilješke, izložba ULUH - LIKUM, Zagreb, svibanj 1951.
- II savezna izložba o 100-godišnjici smrti Njegoša, Cetinje, rujan 1951.
- II savezna izložba o 100-godišnjici smrti Njegoša, Sarajevo, studeni 1951.
- Skice i studije, II izložba ULUH-a, Zagreb, veljača 1952.
- VII izložba ULUH-a, Zagreb, svibanj 1952.
- Motivi s našeg mora, Zagreb, kolovoz-rujan 1952.
- Izložba ULUH-a u poduzeću IKOM, Zagreb, studeni 1952.
- Godišnja izložba LIKUM-a, Zagreb, prosinac 1952.
- Izložba LIKUM-a kod Me-Be, Zagreb, siječanj-veljača 1953.
- Izložba LIKUM-a, Caprag, veljača-ožujak 1953.
- Izložba LIKUM-a u Tvornici parnih kotlova, Zagreb, ožujak 1953.
- Izložba LIKUM-a u tvornici "Rade Končar", Zagreb, ožujak-travanj 1953.
- Izložba LIKUM-a, Varaždin - Čakovec, ožujak-travanj 1953.
- Izložba LIKUM-a, Slavonski brod, svibanj 1953.
- Izložba LIKUM-a, Split, rujan 1953.
- Revijalna izložba LIKUM-a, Subotica, listopad-studeni 1953.
- Izložba LIKUM-a, Novi Sad, prosinac 1953.
- Izložba LIKUM-a, Skoplje, siječanj 1954.
- Izložba LIKUM-a, Nova Gradiška, siječanj 1954.
- Izložba LIKUM-a, Požega, veljača 1954.
- Izložba LIKUM-a, Osijek, travanj 1954.
- IX revijalna izložba ULUH-a, Zagreb, svibanj 1954.
- Izložba jugoslavenske grafike, Maribor, svibanj 1954.
- Međunarodna izložba grafike i crteža od 1900. do danas, Arbon, svibanj 1954.
- Izložba LIKUM-a, Sarajevo, lipanj 1954.
- Izložba jugoslavenske grafike, Sarajevo, lipanj 1954.
- Izložba jugoslavenske grafike, Opatija, lipanj 1954.
- Pokretna izložba LIKUM-a, Titograd, srpanj 1954.
- Izložba jugoslavenske grafike, Tuzla, srpanj 1954.
- Izložba jugoslavenske grafike, Bihać, kolovoz 1954.
- Izložba jugoslavenske grafike, Banjaluka, kolovoz 1954.
- Izložba LIKUM-a, Šibenik, rujan 1954.
- Izložba jugoslavenske grafike, Mostar, rujan 1954.
- Izložba ULUH-a, Šibenik, rujan 1954.
- Izložba slika i kipova likovnih umjetnika Hrvatske, Zadar, rujan-listopad 1954.
- Pokretna izložba LIKUM-a, Gospić, listopad 1954.
- Pokretna izložba LIKUM-a, Knin, listopad 1954.
- Pokretna izložba LIKUM-a, Delnice, studeni-prosinac 1954.
- Izložba jugoslavenske grafike, Trebinje, 1954.
- Izložba ULUH-a, Skoplje, prosinac 1954 - siječanj 1955.
- Pokretna izložba LIKUM-a, Zenica, siječanj 1955.
- Pokretna izložba LIKUM-a, Slavonski Brod, veljača 1955.
- Izložba jugoslavenske grafike, Bitola, travanj 1955.
- Izložba jugoslavenske grafike, Titograd, lipanj 1955.
- XI izložba ULUH-a, Zagreb, studeni-prosinac 1955.
- XII izložba ULUH-a, Zagreb, svibanj 1956.
- Otkupna izložba LIKUM-a, Zagreb, rujan 1956.
- Izložba hrvatske grafike, Beograd, svibanj 1956.
- Izložba ULUH-a, Varaždin - Zagreb, travanj 1961.
- Izložba Zdenke Ostović, Novi Vinodolski, kolovoz 1962.
- Izložba ULUH-a, Zagreb, studeni-prosinac 1962.
- Izložba zagrebačkih umjetnica, Zagreb, ožujak 1964.
- Izložba ULUH-a, Zagreb, studeni-prosinac 1965.
- Izložba žena - umjetnica, Zagreb, ožujak, 1967.
- Memorijalna izložba preminulih članova HDLU-a, 1972-77, Zagreb, rujan-listopad 1977.
- Hrvatski vedutisti od Bukovca do danas, Dubrovnik, kolovoz 1981.
- Sjevernohrvatske slikarice rođene u drugoj polovici XIX st, Čakovec, ožujak 1985.
- Sjevernohrvatske slikarice rođene u drugoj polovici XIX st, Varaždin, travanj-svibanj 1985.
- Sjevernohrvatske slikarice rođene u drugoj polovici XIX st, Koprivnica, svibanj 1985.
- Sjevernohrvatske slikarice rođene u drugoj polovici XIX st, Križevci, svibanj-lipanj 1985.
- Sjevernohrvatske slikarice rođene u drugoj polovici XIX st, Bjelovar, lipanj-srpanj 1985.
- Sjevernohrvatske slikarice rođene u drugoj polovici XIX st, Zagreb, rujan-listopad 1985.
- Sjevernohrvatske slikarice rođene u drugoj polovici XIX st, Požega, listopad-studeni 1985.
- Sjevernohrvatske slikarice rođene u drugoj polovici XIX st, Kutina, studeni-prosinac 1985.
- Zdenka Pexidr-Srića 1886-1972-1986 uz 100-godišnjicu rođenja, iz zbirke Ksenije Krstić, Zagreb, veljača 1987.
- Zdenka Pexidr Srića. Ulja, akvareli, grafike i crteži iz zbirke dr. Josipa Kovačića, Zagreb, studeni-prosinac 2001.

- Hrvatske slikarice plemkinje, iz zbirke dr. Josipa Kovačića, Križevci, Ozalj, Sisak, Trakošćan, Čakovec, 2002.
- Hrvatske slikarice plemkinje, iz zbirke dr. Josipa Kovačića, Zagreb, prosinac 2002 - siječanj 2003.
- Hrvatske slikarice plemkinje, iz zbirke dr. Josipa Kovačića, Gornja Stubica, veljača 2003.